# Cruz Machado
Cruz Machado è un comune del Brasile nello Stato del Paraná, parte della mesoregione del Sudeste Paranaense e della microregione di União da Vitória. Si trova a 287 km dalla capitale dello Stato Curitiba.